# حلاق بغداد (فلم)
حلاق بغداد هو فيلم مصري عرض عام 1954، بطولة إسماعيل ياسين وكارم محمود وثريا حلمي، ومن إخراج حسين فوزي.

## قصة الفيلم
في بغداد المعاصرة يروي حلاق لزبائنه كيف كان جده الأكبر حلاق بغدادأيام الدولة العباسية، وتنتقل الأحداث إلى بغداد التاريخ، حيث نرى حلاق بغداد الجد الذي رزق بابن متخلف عقلياً، ولما كبر الطفل، يحاول حلاق بغداد التسرية عنه، فيشتري له جارية جميلة من أجل إسعاد ابنه، تلاحظ الجارية أن الابن ليس متخلفا، وأنه يتصنع ذلك لأنه يحب جارته ابنة الوالي، تحاول الجارية مساعدة الشاب فتذهب إلى بيت الوالي، وتعمل في خدمة ابنته، وتسعي إلى التقارب بين الحبيبين، لكن دخول الجارية القصر يسبب الكثير من المتاعب التي تزول، يفرح حلاق بغداد عندما يكتشف أن ابنه طبيعي، ويذهب إلى الوالي طالبا منه العفو، والموافقة على أن يتزوج ابنه من ابنته , يعترض الوالي في البداية، ثم لا يلبث أن يوافق.

## طاقم التمثيل
- إسماعيل ياسين
- كارم محمود
- ثريا حلمي
- سلطانة
- عبد السلام النابلسي
- السيد بدير
- حسن البارودي
- رياض القصبجي
- عبد الغني النجدي
- منير الفنجري
- عمر عفيفي
- عباس الدالي
- حافظ أمين

## فريق العمل
- إخراج: حسين فوزي
- قصة وسيناريو: حسين فوزي
- حوار: بديع خيري
- مدير التصوير: محمد عبد العظيم
- مونتاج: عطية عبده
- إنتاج: أفلام حسين فوزي
- توزيع: ليفشتز